# Treceţi batalioane romane Carpaţii
Treceţi batalioane romane Carpaţii (em português Tropas Romenas, atravessem os Cárpatos), é uma marcha militar romena. 

## História

### Letra
A música foi escrita (provavelmente) durante a Primeira Grande Guerra como uma música de luta. Um dos primeiros conjuntos atestados por ter cantado a música, em sua versão original (com três versos), imediatamente após a Primeira Guerra Mundial, é o Coro Masculino em Finteușul Mare, Maramureș, fundado em 1º de dezembro de 1918 por Valer Dragoș e professor Gavril Bogdan, Nistor Dragoș. Esta versão da música é usada ininterruptamente desde 1918. Menções datadas para essa música durante esse período podem ser encontradas em diferentes obras históricas - uma delas atestando que, em fevereiro de 1919, voluntários da "Legião Romena de Voluntários da Transilvânia" já conheciam uma versão da música: "A Transilvânia, a Transilvânia, a Transilvânia nos chama / Sonhávamos quando éramos crianças / Para atravessar os Cárpatos / Precisamos da Transilvânia, / Se queremos nos enterrar vivos!" .
Aos três versos originais foram acrescentados outros 6 (um no início e outros cinco no final), durante o regime comunista, por Cenaclul Flacăra , como o próprio poeta Adrian Păunescu reconhece.
As letras adicionadas pelo Cenaclul Flacăra são principalmente acréscimos pós-fato, históricos e patrióticos, referentes à Grande União de 1918. Uma mudança no espírito do anti-monarquia do tempo é a referência ao "comandante supremo" da estrofe penúltima (9ª), ao contrário dos títulos de rei Fernando I , durante o qual foi alcançado união , de "chefe do exército".

### Música
O compositor da música atual é Iosif Romulus Botto, organizador de mais de 30 coros e bandas de Banat e Transilvânia do período entre guerras.
Existem várias músicas estrangeiras com músicas semelhantes - uma delas a música polonesa " Szara piechota " ("Infantaria Cinzenta"), lançada em 1927 (primeira versão documentada), possivelmente composta por Leon Łuskino, com letras de Boleslaw Lubicz-Zahorski.
O compositor da música é desconhecido.

## Letra

### Versão original
Treceți batalioane române, Carpații
La arme cu frunze și flori
V-așteaptă izbânda, v-așteaptă și frații
Cu inima la trecători

Ardealul, Ardealul, Ardealul ne cheamă
Nădejdea e numai la noi
Sărută-ți copile părinții și frații
Și-apoi să mergem la război

‘Nainte! ‘Nainte cu sabia-n mână,
Hotarul nedrept să-l zdrobim
Să trecem Carpații, ne trebuie Ardealul
De-o fi să ne-ngropăm de vii.

### Versão atual
Normalmente, só os versos 2, 3, 4, 5 e 6 (em negrito) são cantados.
Un cântec istoric ne-aduce aminte
Că frații în veci vor fi frați!!
Un cântec de luptă bătrân ca Unirea
Voi compatrioți ascultați:

Treceți batalioane române Carpații
La arme cu frunze și flori,
V-așteaptă izbânda, v-așteaptă și frații
Cu inima la trecători.

Ardealul, Ardealul, Ardealul ne cheamă
Nădejdea e numai la noi!
Sărută-ți copile părintii și frații
Și-apoi să mergem la război

'Nainte, 'nainte spre Marea Unire,
Hotarul nedrept să-l zdrobim.
Să trecem Carpații, ne trebuie Ardealul
De-o fi să ne-ngropăm de vii.

Nu săbii făcură Unirea, ci inimi!
Spre Alba cu toții mergeam;
Toți oamenii țării semnau întregirea
Voința întregului neam

Cu toții eram regimente române
Moldova, Muntenia, Ardeal
Fireasca unire cu patria mumă
Ne-a fost cel mai drept ideal

Aceasta-i povestea Ardealului nostru
Și-a neamului nostru viteaz,
Istoria-ntreagă cu lupte și jertfe
Trăiește-n unirea de azi!

Dreptatea și pacea veghează Carpații
Și țara e frunze și flori,
A noastră izbânda, ai noștri sunt frații;
Trăiască în veci trei culori!

Vrem liniște-n țară și pace în lume,
Dar dacă-ar veni vreun blestem,
Carpații și frații sări-vor ca unul
Urmând comandantul suprem!

Treceți batalioane române Carpații
La arme cu frunze și flori,
V-așteaptă izbânda, v-așteaptă și frații
Cu inima la trecători.

## Tradução

### Versão original
Tropas romenas, atravessem os Cárpatos,
À guerra com folhas e flores,
Nossos irmãos querem conhecê-lo,
Com atenção dos transeuntes.

A Transilvânia nos chama
A esperança está apenas conosco
Beije seus filhos, pais e irmãos
E então vamos para a guerra

Expire, com a espada na mão,
A fronteira injusta quebraremos.
Para atravessar os Cárpatos, precisamos da Transilvânia
Mesmo que sejamos enterrados vivos.

### Versão Atual
Normalmente, só os versos 2, 3, 4, 5 e 6 (em negrito) são cantados
Uma música histórica nos lembra
que os irmãos serão para sempre irmãos !!
Uma velha canção de batalha da União
Ouve os compatriotas.

Passa batalhões romenos Cárpatos
Nos braços de folhas e flores,
Esperando seu sucesso, Esperando por você e irmãos
Com o coração em transeuntes.

Transilvânia, Transilvânia, Transilvânia nos chama A
esperança está apenas conosco!
Beije seus filhos, pais e irmãos.
E então vamos para a guerra

"Antes", antes para a Grande União, a
fronteira injusta para quebrá-la.
Vamos atravessar os Cárpatos, precisamos da Transilvânia
Se nos enterrarmos vivos.

Não são as espadas que formam a União, mas os corações!
Para Alba estávamos todos indo;
todos assinaram o acord
vontade de toda a nação

Éramos todos regimentos romeno
Moldávia, Valáquia, Transilvânia
mãe pátria união natural
Fomos o ideal certo

É a história da Transilvânia Nosso
E nosso povo valente
luta livre história-todo e sacrifícios
Viva em união hoje!

Justiça e paz vigiam os Cárpatos
E o país tem folhas e flores,
Nosso sucesso, o nosso é irmão;
Viva em três cores para sempre!

Queremos paz no país e paz no mundo,
mas se alguma maldição vier, os
Cárpatos e os irmãos pularão como um,
seguindo o supremo comandante!

Passe pelos batalhões romenos dos Cárpatos
Nos braços com folhas e flores, a
batida espera por você, os irmãos esperam por você
com o coração aos transeuntes.
1. ↑  Ghișa, Simion (2009). Luptele românilor cu bolșevicii în Siberia: 1918-1920. Romênia.: Editura Marist. pp. p. 163
2. ↑  «Szara piechota». Wikipedia, wolna encyklopedia (em polaco). 28 de agosto de 2019